# Benito Carvajales
Benito Carvajales   (Ourense, 25 de juliol de 1913 - Cuba, Després de 1938) fou un futbolista cubà de la dècada de 1930.
Fou internacional amb la selecció de Cuba, amb la qual participà en la Copa del Món de futbol de 1938.
Pel que fa a clubs, destacà a Juventud Asturiana.